# Sundarpur (Morang)
Sundarpur (nepalski: सुन्दरपुर) – gaun wikas samiti we wschodniej części Nepalu w strefie Kośi w dystrykcie Morang. Według nepalskiego spisu powszechnego z 2001 roku liczył on 3213 gospodarstw domowych i 15613 mieszkańców (7962 kobiet i 7651 mężczyzn).